# Taraxacum sublaciniosum
Taraxacum sublaciniosum là một loài thực vật có hoa trong họ Cúc. Loài này được Dahlst. & H.Lindb. miêu tả khoa học đầu tiên năm 1925.